# Xa ngoài kia nơi loài tôm hát
Xa ngoài kia nơi loài tôm hát (tiếng Anh: Where the Crawdads Sing) là một cuốn tiểu thuyết về đề tài tuổi mới lớn, điều tra án mạng ra mắt năm 2018 của nữ tác giả người Mỹ Delia Owens. Câu chuyện đưa người đọc phiêu du lần lượt qua hai dòng thời gian đan xen với nhau. Trong đó, dòng thời gian thứ nhất mô tả cuộc sống của cô gái trẻ tên Kya trong một đồng lầy ở Bắc Carolina, còn dòng thời gian thứ hai tập trung đi tìm lời giải cho cái chết bí ẩn của Chase Andrews, một ngôi sao bóng bầu dục nổi tiếng tại Vũng Barkley, một thị trấn giả tưởng nằm ở ven biển Bắc Carolina.
Tính đến tháng 7 năm 2022, tác phẩm đã bán được hơn 15 triệu bản và được chuyển thể thành phim điện ảnh.

## Nội dung

### Phần I – Đồng lầy
Năm 1952, tại một vùng đồng lầy ngập nước ở Vũng Barkley, cô bé 6 tuổi Catherine Danielle Clark (biệt danh "Kya") phải chứng kiến cảnh mẹ bỏ đi vì không thể chịu nổi cảnh Paul, người bố nghiện rượu suốt ngày bạo hành thể xác những thành viên trong gia đình. Trong thời gian tuyệt vọng chờ đợi mẹ trở về, các anh chị em của Kya là Missy, Murph, Mandy và Jodie cũng lần lượt bỏ nhà ra đi.
Kya học cách thích nghi và sống một mình trong đồng lầy cùng bố. Sau một thời gian tìm hiểu và trò chuyện lẫn nhau, cô và bố đã có một chút gắn kết. Điều này khiến Paul tạm ngưng uống rượu. Ông cũng thường xuyên đưa Kya đi câu cá cùng mình, dạy cô câu cá và một số kiến thức về đồng lầy. Ông cũng tặng con gái chiếc ba lô của mình để Kya có thể đựng bộ sưu tập vỏ sò và lông vũ của cô vào đó. Vì không biết chữ nên Kya bắt đầu tập vẽ những chiếc vỏ và lông vũ cô thu thập được, cũng như phác họa những sinh vật và quang cảnh vùng đầm lầy bằng bộ bút vẽ mà mẹ cô để lại.
Một ngày nọ, Kya tìm thấy một bức thư trong hòm thư. Sau khi biết đó là thư của mẹ, cô đặt nó trên bàn cho bố đọc. Sau khi đọc bức thư, Paul trở nên tức giận tột độ, đem bức thư đi đốt. Những ngày sau đó, ông quay lại lề lối uống rượu bê tha như trước và thường xuyên bỏ nhà đi chơi xa, tham gia đánh bạc. Để rồi một ngày, ông đi biệt. Một mình cô độc trong đồng lầy, không tiền không bạc, Kya học cách sống sót bằng việc làm vườn và đào vẹm tươi cùng cá hun khói đem đổi lấy tiền và xăng từ chỗ ông Jumpin', chủ một trạm xăng ở bến thuyền. Kya bắt đầu kết thân với Jumpin' và Mabel, vợ ông. Thỉnh thoảng, Mabel còn tặng một số quần áo quyên góp được cho Kya.
Trong thời gian Kya lớn lên, cô phải đối mặt với định kiến từ người dân Vũng Barkley, bị xua đuổi và đặt cho biệt danh "cô gái đồng lầy". Cô chỉ đến trường một ngày duy nhất trong đời và bị các bạn học sinh trong lớp cười nhạo. Tuy nhiên, cô cũng làm quen và kết thân với Tate Walker, một người bạn cũ của Jodie. Hai người gặp nhau lần đầu khi Kya bị lạc trong đồng lầy. Chính Tate là người đưa cô về nhà. Nhiều năm sau đó, cậu tặng cô những chiếc lông vũ của một số loài chim quý hiếm, rồi dạy cô cách đọc và viết. Hai người nhanh chóng nảy sinh tình cảm lãng mạn với nhau cho đến khi Tate đi học đại học tại Đại học Bắc Carolina ở Chapel Hill. Và mặc dù đã hứa là sẽ trở lại, nhưng vì sự cám dỗ của thế giới bên ngoài, cũng như nhận ra Kya không thể hòa nhập vào thế giới của mình, cậu đã rời bỏ cô mà không một lời từ biệt.

### Phần II – Đầm lầy

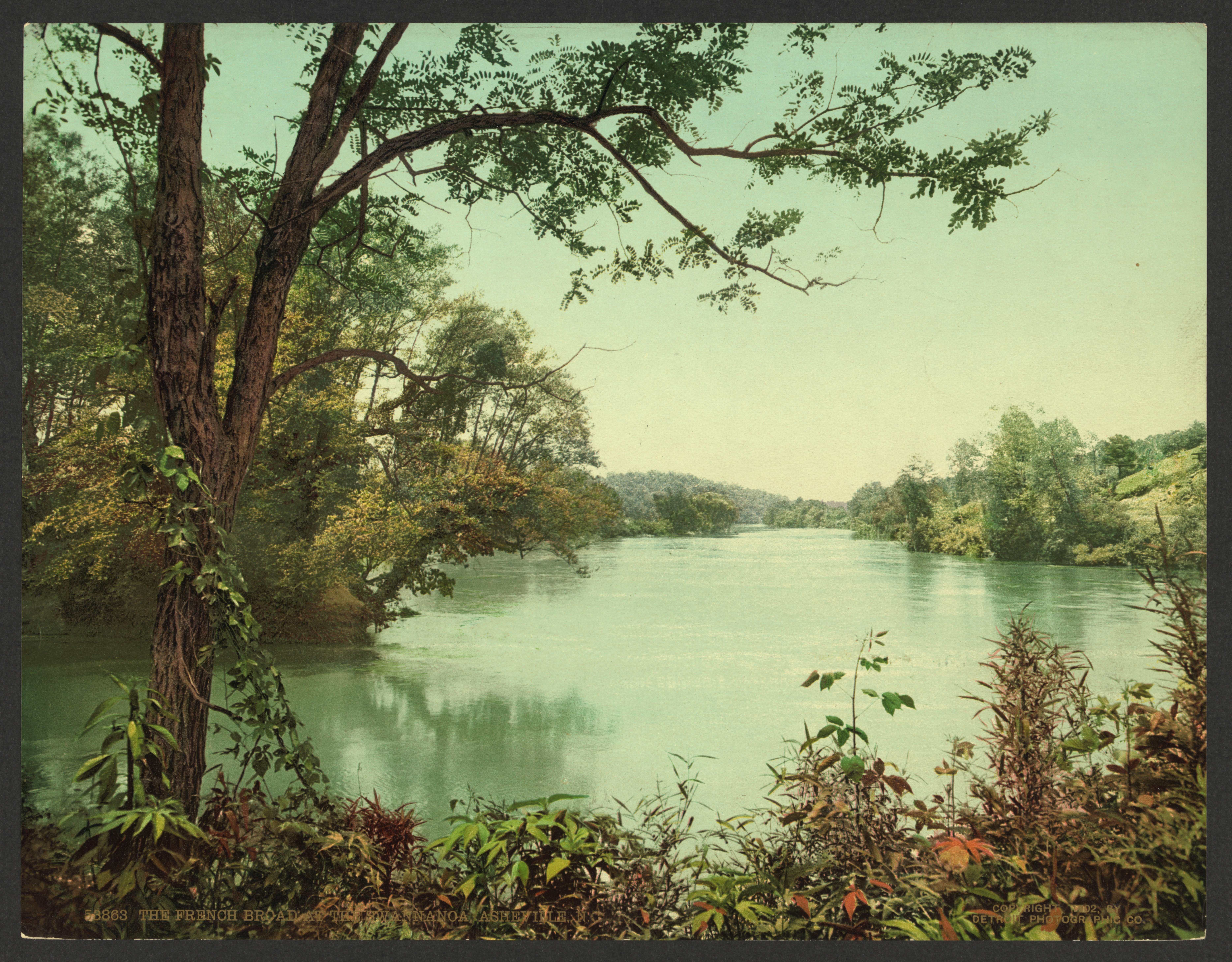
Xa ngoài kia nơi loài tôm hát lấy bối cảnh ở một đồng lầy tại Bắc Carolina

Năm 1965, vào năm Kya tròn 19, cô nhận được lời mời dã ngoại từ ngôi sao bóng bầu dục nức tiếng Chase Andrews của Vũng Barkley. Sau đó, anh đã cố gắng để quan hệ tình dục với cô. Sau khi bị từ chối, Chase nhanh chóng xin lỗi. Cả hai bước vào một mối quan hệ lãng mạn. Anh dẫn Kya đến một tháp phòng cháy đã bỏ hoang. Tại đó, cô tặng Chase một chiếc vòng cổ làm bằng vỏ sò mà anh tìm thấy trong chuyến dã ngoại lần trước. Cô cẩn thận xâu nó vào trong một sợi da sống. Mặc dù có sự ngờ vực nhất định, nhưng khi được Chase đã hứa hẹn về một cuộc hôn nhân hạnh phúc, thứ Kya vẫn hằng ao ước, cô đã tin tưởng anh và trao lần đầu của mình cho Chase tại một căn phòng trọ giá rẻ ở Asheville. Tuy nhiên, một ngày kia, khi đang đi mua hàng tại một hiệu tạp hóa, Kya bàng hoàng đọc được trên báo rằng Chase đã đính hôn với một người phụ nữ khác. Cô cũng nhận ra rằng những lời hứa hẹn của Chase thực chất chỉ là một cách để anh ta lừa quan hệ tình dục với cô. Sau đó, Kya quyết định kết thúc mối quan hệ này.
Sau khi tốt nghiệp đại học, Tate quay trở lại Vũng Barkley và đến thăm Kya. Anh xin lỗi Kya, mong cô tha thứ cho mình vì đã rời bỏ cô, đồng thời thú nhận tình yêu của mình. Vì vẫn còn tổn thương nên Kya  khước từ Tate. Mặc dù vậy, cô vẫn cho phép anh vào trong lán của mình. Khi nhìn thấy bộ sưu tập đồ sộ của Kya, Tate ngỏ ý muốn giúp cô xuất bản một cuốn sách tham khảo về vỏ sò. Cuốn sách đầu tiên thành công đã thúc giục cô xuất bản thêm một số cuốn sách khác về các loài chim biển. Với số tiền dư dả, Kya cho sửa sang lại cái lán của mình. Cũng trong năm này, Jodie quay về từ Chiến tranh Việt Nam và đến thăm em gái, bày tỏ sự tiếc nuối khi anh bỏ cô lại một mình với lão già nát rượu, đồng thời báo cho cô tin mẹ của họ đã mất vì bệnh bạch cầu hai năm trước đó. Kya tha thứ cho việc mẹ bỏ đi nhưng vẫn không thể lý giải tại sao mẹ không bao giờ quay trở lại. Jodie cũng khuyên Kya nên cho Tate cơ hội thứ hai vì anh ta là người tốt. Sau đó anh lên đường đến Georgia, không quên để lại cho em gái một mảnh giấy ghi số điện thoại và địa chỉ của mình.
Năm 1969, khi đang lái thuyền đến một hòn đảo nhỏ có tên là Vũng Cây Bách, Kya chạm trán với Chase. Sau một cuộc cãi vã, Chase tấn công Kya, đánh đập cô và toan định cưỡng hiếp cô. Cũng may là Kya đã vùng thoát được, nhưng không quên đe dọa sẽ giết Chase nếu anh không để cô yên. Vụ việc bị hai ngư dân gần đó chứng kiến tường tận. Trở lại lán của mình, Kya chìm trong đau khổ, đồng thời lo sợ rằng nếu báo cáo vụ tấn công cho cảnh sát thì chỉ khiến mọi chuyện nghiêm trọng thêm, vì chính quyền sẽ đứng về phía Chase, trong khi cả thị trấn sẽ coi cô như một "con điếm". Tuần sau, khi thấy Chase chèo thuyền đến lán của mình, Kya nấp cho đến khi anh rời đi. Nhớ lại những ngày tháng bị bố ngược đãi, Kya lo sợ Chase sẽ trả thù mình, vì bản năng của những gã đàn ông là "phải là người nện cú cuối cùng mới hả".
Sau khi bắt xe buýt đến gặp biên tập viên Robert Foster của nhà xuất bản Harrison Morris tại Greenville, Bắc Carolina, Kya trở về sau hai ngày và nghe tin Chase đã chết bên dưới tháp phòng cháy. Cảnh sát trưởng Ed Jackson cho rằng đây là một vụ giết người vì không có dấu vết hoặc dấu vân tay nào bỏ lại ở hiện trường và xung quanh tòa tháp, kể cả dấu vết của của Chase. Sau khi thu thập các nguồn tin khác nhau, ông phát hiện ra hôm Chase chết, trước khi rời khỏi nhà thì anh có đeo chiếc vòng cổ vỏ sò mà Kya tặng. Tuy nhiên chiếc vòng cổ này đã biến mất vào lúc thi thể anh được tìm thấy. Nhiều nhân chứng đã nhìn thấy Kya rời thị trấn trước khi vụ giết người xảy ra, sau đó quay trở lại một hôm sau khi Chase chết. Ngoài ra, cảnh sát còn tìm được một vài sợi len màu đỏ trên áo khoác của Chase, sau đó được xác định là trùng khớp với mẫu len trên chiếc mũ mà Tate từng tặng cho Kya. Vì có chứng cứ chứng minh Kya phạm tội giết người, Ed đã bắt Kya khi cô đang đào tẩu gần khu vực cầu cảng nhà Jumpin. Cô bị buộc tội giết người có mưu tính và bị tạm giam không được tại ngoại trong hai tháng.
Năm 1970, phiên tòa xét xử Kya diễn ra trước sự chứng kiến đông đảo của cư dân Vũng Barkley và những người thân thiết với cô. Luật sư biện hộ cho Kya là Tom Milton đã dựa vào những người làm chứng, sự mâu thuẫn trong bằng chứng và những phỏng đoán thiếu cơ sở từ phía cảnh sát để bác bỏ nhiều lập luận khác nhau của công tố viên, cho rằng không có bất cứ bằng chứng nào cho thấy Kya có mặt tại tháp phòng cháy vào cái đêm Chase qua đời. Bên cạnh đó, ông cũng nêu lên trước bồi thẩm đoàn rằng những thành kiến dành cho "cô gái đồng lầy" có thể làm lệch lạc phán đoán của công lý. Phiên tòa kết thúc với việc Kya được tuyên vô tội và phóng thích ngay lập tức.
Kya quay về cái lán của mình và làm hòa với Tate. Hai người sống hạnh phúc cùng nhau cho đến một ngày Tate chứng kiến vợ mình ra đi yên bình ở tuổi 64 trên chiếc thuyền đã gắn bó cùng bà cả đời. Lễ tang của Kya diễn ra với nườm nượp người đến viếng, chứng tỏ định kiến mà cộng đồng nơi đây dành cho bà đã tan biến theo thời gian. Trong khi lục lọi tìm di chúc của Kya, Tate bất ngờ phát hiện ra một chiếc hộp bí ẩn, trong đó là những bài thơ mà bà sáng tác dưới bút danh "Amanda Hamilton". Trong những bài thơ đó, ông tìm được một bài thơ mô tả gần như chính xác cái chết của Chase, với góc nhìn của một kẻ sát nhân. Bên dưới những tập thơ là chiếc vòng cổ bằng vỏ sò mà Chase đeo trong cái hôm anh ta qua đời, ngầm tiết lộ thủ phạm thực sự chính là Kya. Tate sau đó đã mang sợi dây da cùng xấp thơ đi đốt, còn vỏ sò thì vứt xuống biển, giữ cho bí mật của Kya mãi mãi vùi sâu.

## Tập tính của động vật
Trong tác phẩm Xa ngoài kia nơi loài tôm hát, những nghiên cứu về tập tính và hành vi của các loài động vật là một chủ đề được Delia Owens đề cập xuyên suốt cuốn sách. Kya đã nghiên cứu kĩ về tập tính của các loài sinh vật, bao gồm đom đóm thông qua một bài báo khoa học có tiêu đề "Những gã bạn tình láu cá". Tại đó, cô biết được những con đom đóm cái sẽ sử dụng tín hiệu ánh sáng của chúng để dụ những cá thể đực của loài khác đến rồi xơi tái chúng, còn những con bọ ngựa cái thì dùng tín hiệu ăng ten để dụ bạn tình đến rồi nhai phần đầu và phần ngực của chúng, trong khi chi dưới của những gã bạn tình này vẫn mải mê trong tư thế giao hợp với cô nàng bọ ngựa cái đó.
Đom đóm cái dụ con đực khác loài bằng tín hiệu giả rồi xơi tái chúng; bọ ngựa cái nuốt chửng bạn tình. Những cô côn trùng, Kya nghĩ, biết cách đối phó với người tình của chúng.:375

## Ý nghĩa nhan đề
"Crawdad" là một tiếng lóng ở Mỹ thường dùng để chỉ loài tôm hùm đất. Tuy những loài giáp xác này vốn không thể hát, nhưng để khuyến khích con gái mình khám phá đồng lầy, mẹ Kya đã nói: "Đi xa đến chừng nào còn có thể – xa ngoài kia nơi loài tôm hát." Nhiều năm về sau, Khi Tate lặp lại cụm từ này với Kya, cô mới hỏi cậu ý nghĩa thực sự của nó là gì, và cậu đáp: "Nghĩa là xa trong rừng rậm nơi các loài vật vẫn còn hoang dã, vẫn cư xử như loài hoang dã." Mẹ của Delia Owens cũng từng sử dụng cụm từ này khi bà còn nhỏ, và điều đó đã thúc đẩy nữ tác giả sử dụng nó trong chính tác phẩm của mình.

## Đón nhận
Vào tháng 9 năm 2018, Reese Witherspoon đã đưa Xa ngoài kia nơi loài tôm hát vào câu lạc bộ sách Hello Sunshine. Tác phẩm cũng được liệt kê vào danh sách những cuốn sách hay nhất của Barnes & Noble năm 2018.
Đến tháng 12 năm 2019, Xa ngoài kia nơi loài tôm hát đã bán được hơn 4,5 triệu bản và trở thành đầu sách có nhiều bản in nhất trong thể loại sách dành cho người lớn (tính mặt bằng chung cả tiểu thuyết hư cấu lẫn phi hư cấu) trong năm 2019, đồng thời dẫn đầu trong danh sách tiểu thuyết bán chạy nhất năm của Amazon. Xa ngoài kia nơi loài tôm hát cũng dẫn đầu mục Sách hư cấu bán chạy nhất của The New York Times trong hai năm liên tiếp (2019 và 2020).
Cuối tháng 12 năm 2020, tác phẩm đứng vị trí thứ 6 trong danh sách những quyển sách bìa cứng bán chạy của năm do tờ The New York Times công bố. Đến năm 2022, Publishers Weekly xếp tác phẩm ở vị trí thứ 14 trong danh sách những cuốn sách bán chạy trong năm 2021, với doanh số 625.599 bản. Tính đến cuối tháng 2 năm 2022, tác phẩm đã có 150 tuần nằm trong danh sách bán chạy nhất. Vào tháng 4 năm 2022, có thông tin cho rằng Xa ngoài kia nơi loài tôm hát đã bán được 12 triệu bản. Vào tháng 7 năm 2022, tác phẩm vượt mốc 15 triệu bản, qua đó trở thành một trong những cuốn sách bán chạy nhất mọi thời đại.
Cơn sốt của tác phẩm cũng khiến cho lượng tra cứu thông tin về cụm từ "crawdad" tăng lên.

## Tranh cãi
Những khía cạnh khác nhau trong cuộc sống của Kya và những nội dung được tác giả tường thuật trong tác phẩm của mình, bao gồm quan điểm về các nhân vật da đen, được cho là có nét tương đồng với khoảng thời gian mà Owens từng sinh sống ở Zambia. Vào năm 1996, một đoạn video phóng sự của đài ABC News đã cho thấy bà và gia đình mình bị tình nghi có dính líu đến vụ sát hại một tên lâm tặc ở đất nước châu Phi này. Tuy Owens không phải là nghi can, nhưng bà được coi là nhân chứng tiềm năng trong vụ việc.  Một số nhà phê bình văn học đã nhắc đến sự tương đồng trong vụ án ngoài đời với vụ án mạng trong tiểu thuyết.

## Chuyển thể
Hãng Sony Pictures Releasing đã mua bản quyền phát hành tác phẩm lên màn ảnh rộng, còn công ty Hello Sunshine của Reese Witherspoon chịu trách nhiệm sản xuất. Witherspoon và Lauren Neustadter đóng vai trò đồng sản xuất bộ phim, trong khi Lucy Alibar tham gia với vai trò biên kịch. Trong bộ phim chuyển thể này, Daisy Edgar-Jones đóng vai Kya, Taylor John Smith vào vai Tate Walker và Harris Dickinson thủ vai Chase Andrews. Phim bấm máy từ tháng 4 đến tháng 6 năm 2021, lấy bối cảnh xung quanh khu vực New Orleans và Houma, Louisiana. Vào ngày 5 tháng 7 năm 2021, tạp chí Cosmopolitan thông tin rằng quá trình quay phim chính thức hoàn tất. Phim ra mắt công chúng vào ngày 15 tháng 7 năm 2022. Bài hát chính thức của phim có tên "Carolina", do nữ ca sĩ Taylor Swift sáng tác và hát chính.